# Arrondissement de Rocroi
L'arrondissement de Rocroi est un ancien arrondissement du département des Ardennes créé le 17 février 1800 et supprimé le 10 septembre 1926. Les cantons de Couvin et Philippeville ont été cédés en 1814 et les autres ne furent rattachés à l'arrondissement de Mézières qu'en 1926. L'arrondissement de Mézieres devient arrondissement de Charleville-Mézieres en 1966.

## Composition
Il comprenait les cantons de Couvin (Belgique), Fumay, Givet, Philippeville (Belgique), Rocroi, Rumigny et Signy-le-Petit.

## Députés
Sous la IIIe République, à partir de 1928, les circonscriptions législatives étaient calquées sur les arrondissement (ou ancien), ainsi l'ancien arrondissement de Rocroi correspondait à une circonscription législative.
Voici la liste des députés de Rocroi de 1928 à 1942.
| Nom                 | Élection      | Législature | Groupe          | Groupe          | Observation |
| ------------------- | ------------- | ----------- | --------------- | --------------- | --- |
| Henri Philippoteaux | 29 avril 1928 | XIVe        |                 | RS              | Maire de Rocroi (1911-1925), Conseiller général de Rocroi (1919-1935) |
| Firmin Leguet       | 6 avril 1930  | XIVe        |                 | UDR             | Sénateur (1936-1942) : il vote en faveur de la remise des pleins pouvoirs au Maréchal Pétain |
| Pierre Viénot       | 8 mai 1932    | XVe         |                 | PRS (1932-1935) | Sous-secrétaire d'État aux Affaires étrangères (1936-1937) : il négocie et signe notamment le Traité d'indépendance franco-syrien ; Proche collaborateur du général de Gaulle dès 1940, ambassadeur de la France Libre auprès du Royaume Uni (1943-1944) : il joue un rôle capital dans la préparation du Débarquement de Normandie |
| Pierre Viénot       | 8 mai 1932    | XVe         | USR (1935-1937) |                 | Sous-secrétaire d'État aux Affaires étrangères (1936-1937) : il négocie et signe notamment le Traité d'indépendance franco-syrien ; Proche collaborateur du général de Gaulle dès 1940, ambassadeur de la France Libre auprès du Royaume Uni (1943-1944) : il joue un rôle capital dans la préparation du Débarquement de Normandie |
| Pierre Viénot       | 3 mai 1936    | XVIe        |                 |                 | Sous-secrétaire d'État aux Affaires étrangères (1936-1937) : il négocie et signe notamment le Traité d'indépendance franco-syrien ; Proche collaborateur du général de Gaulle dès 1940, ambassadeur de la France Libre auprès du Royaume Uni (1943-1944) : il joue un rôle capital dans la préparation du Débarquement de Normandie |
| Pierre Viénot       | 3 mai 1936    | XVIe        | SOC (1937-1940) |                 | Sous-secrétaire d'État aux Affaires étrangères (1936-1937) : il négocie et signe notamment le Traité d'indépendance franco-syrien ; Proche collaborateur du général de Gaulle dès 1940, ambassadeur de la France Libre auprès du Royaume Uni (1943-1944) : il joue un rôle capital dans la préparation du Débarquement de Normandie |

## Sous-préfets
| Période           | Période           | Identité                       | Fonction précédente                                                 | Observation                                                 |
| ----------------- | ----------------- | ------------------------------ | ------------------------------------------------------------------- | ----------------------------------------------------------- |
|                   |                   |                                |                                                                     |                                                             |
| 1814              | 1815              | Nicolas Bezanson               |                                                                     |                                                             |
|                   |                   |                                |                                                                     |                                                             |
| 1815              | 1815              | Pierre-François-Joseph Robert  |                                                                     | exilé comme régicide                                        |
| 24 janvier 1849   | 20 janvier 1851   | Aimé Denis de Martel du Porzou |                                                                     | Nommé sous-préfet de Thionville                             |
|                   |                   |                                |                                                                     |                                                             |
| 12 août 1856      | 1er mai 1858      | Armand Vernhette               |                                                                     | Nommé sous-préfet de Wissembourg                            |
|                   |                   |                                |                                                                     |                                                             |
| 30 décembre 1877  | 5 septembre 1881  | Georges Pasques                |                                                                     | Nommé sous-préfet d'Avesnes                                 |
| 5 septembre 1881  | 24 mai 1889       | Ernest Didier                  |                                                                     | Nommé sous-préfet de Romorantin                             |
| 8 juin 1889       | 27 avril 1893     | Louis Fiaux                    | Conseiller de préfecture des Vosges                                 | Nommé sous-préfet de Sancerre                               |
| 27 avril 1893     | 23 octobre 1894   | Cyr Deleporte                  | Conseiller de préfecture de la Loire                                | Nommé sous-préfet de Rethel                                 |
| 23 octobre 1894   | 18 mars 1895      | Alexandre Néron                |                                                                     | Nommé sous-préfet de Clamecy                                |
| 18 mars 1895      | 13 septembre 1897 | Jean Jourde                    | Sous-préfet de Château-Thierry                                      | Nommé secrétaire général de la préfecture de Saône-et-Loire |
| 13 septembre 1897 | 19 juillet 1898   | Benoît Morain                  | Secrétaire général de la préfecture du Territoire-de-Belfort        | Nommé sous-préfet de Provins                                |
| 19 juillet 1898   | 31 décembre 1899  | Pierre Genebrier               | Attaché au cabinet du ministre de la Justice Jean-Baptiste Darlan   | Nommé sous-préfet de Rethel                                 |
| 31 décembre 1899  |                   | Albert Melcot                  | Conseiller de préfecture de la Loire                                | Mort en fonction                                            |
|                   |                   |                                |                                                                     |                                                             |
| 3 octobre 1910    | 29 octobre 1910   | Pierre Gillet                  | Sous-préfet d'Uzès                                                  | Nommé secrétaire général de la préfecture des Ardennes      |
|                   |                   |                                |                                                                     |                                                             |
| 15 décembre 1917  | 20 mars 1918      | Pierre Ancel                   | Sous-chef de cabinet du président du Conseil, ministre de la Guerre | Nommé secrétaire général de la préfecture de l'Oise         |
| 2 mai 1918        | 4 juin 1918       | Gustave de Caunes              |                                                                     | Nommé sous-préfet de Lesparre                               |
| 8 août 1918       | 12 octobre 1918   | Pierre Vieillecazes            | Attaché au cabinet du président du Conseil Georges Clemenceau       | Nommé sous-préfet de La Réole                               |
| 12 octobre 1918   | 24 octobre 1918   | Félix Allemane                 | Sous-préfet de La Réole                                             | Mis en disponibilité sur sa demande                         |
| 19 novembre 1918  | 4 septembre 1921  | Maurice Moyon                  | Sous-préfet de Wassy                                                | Nommé sous-préfet de Dinan                                  |
| 7 octobre 1921    | 22 septembre 1926 | Pierre Lagarrosse              | Secrétaire général de la préfecture de la Vendée                    | Rattaché à la préfecture des Ardennes                       |